# أورجانوم

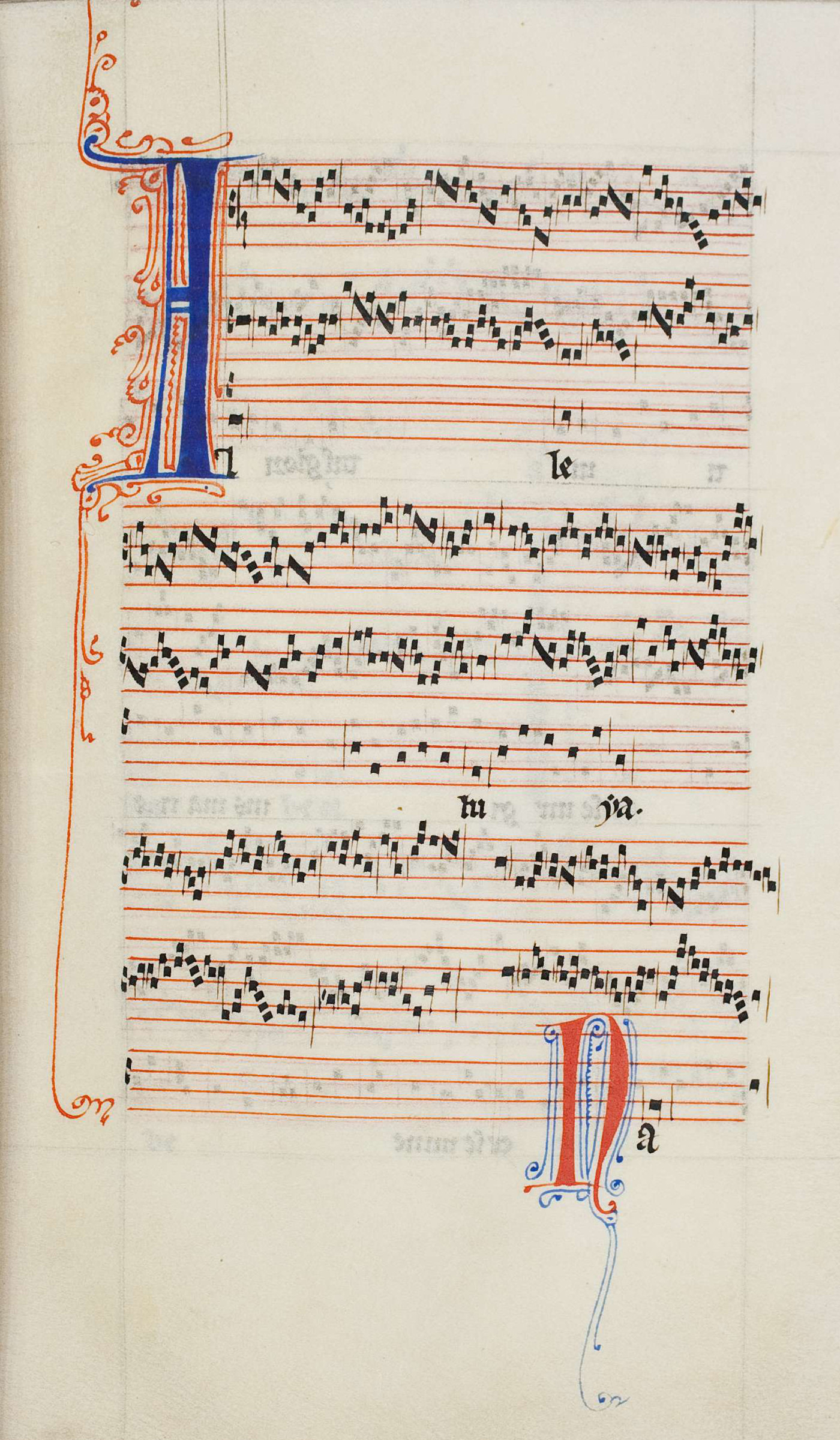

الأورجانوم (بالإنجليزية: organum)‏ هي بوليفونية العصور الوسطى المكونة من الترتيل الجريجوري وخط واحد لحني أو أكثر إضافي
وهو مصطلح  يطلق على أنواع عديدة من التأليف الموسيقي 
كلمة اورجانوم  جاءت من مصدر فعل  "organa "  وهو فعل لاتيني بمعنى يضيف . وبذلك فان الأورجانوم  في حقل التأليف الموسيقي  يعني : إضافة أصوات جديدة إلى صوت أو خط لحني رئيسي موجود من قبل . 
استخدمته الكنائس الأوروبية في غناء التراتيل الدينية منذ القرن العاشر الميلادي . 
وهو ينقسم إلى خمسة أنواع منها .
1. الأورجانوم المقيد
2. الأورجانوم المقيد المزدوج/المركب
3. الأورجانوم الحر
4. الأورجانوم المتوازي
5. الأورجانوم الملون

على مدى القرون، كانت الموسيقى الغربية في الأساس منوفونية. لكن قبل بعض الوقت بين 700 و900 م، الخطوات الأولى اتخذت في ثورة آخر الأمر حولت الموسيقى الغربية: جوقات الدير بدأت في إضافة خط لحني ثاني للترتيل الجريجوري. موسيقى العصور الوسطى التي تتكون من الترتيل الجريجوري خط لحني واحد أو أكثر يعرف بالأورجانوم.
أول الأمر، ارتجل الخط الثاني وضاعف ببساطة لحن الترتيل في درجة صوتي مختلفة - كان  الخطان متوازيين، نغمة ضد أخرى، في فاصل رابع مثل دو إلى فا أو خامس مثل دو إلى صول.
بين عام 900 و1200 مع ذلك، أصبح  الأورجانوم بوليفوني بحق، حيث أصبح اللحن الإضافي أكثر استقلالا. قد يطور اللحن الثاني المنحنى الخاص به بدلا من البقاء الموازي للحن الأساسي أحيانا حركته عكس حركة الترتيل. حول 1100 لم يعد الخطان مقيدين لأسلوب نغمة ضد نغمة لكن قد يختلفان إيقاعيا. الترتيل في القمة دائما يغنى في نغمات طويلة جدا في حين اللحن المضاف فوق كل شيء تحرك في نغمات أكثر.
بعد 1150 صارت باريس مركز الموسيقى البوليفونية. سيدا الجوقة المتتاليان لكاتدرائية نوتردام - ليونين وبيروتان، أهم مؤلفين أوائل يعرفون بالاسم - وأتباعهم يشار له باسم “مدرسة نوتردام” ومن نحو 1170 إلى 1200 طور مؤلفو نوتردام هذه الارتجالات الإيقاعية - الموسيقى البوليفونية المبكرة على الارجح لها إيقاعات حرة غير مقدرة للترتيل الجريجوري؛ لكن ليونين وبيروتان، للمرة الأولى في تاريخ الموسيقى، استخدموا إيقاع تقديري مع قيم زمنية محددة ووزن محدد بوضوح.
بوليفونية العصور الوسطى  لها العديد من التآلفات الثلاثية التي صارت أساسية لاحقا.
التآلف الثلاثي يضم فاصلين من ثالث مثل دو إلى مي ومي إلى صول، أصحاب نظرية موسيقى العصور الوسطى اعتبروا هذا تنافر - رغم انه في العصور الوسطى اللاحقة التآلف الثلاثي استخدم أكثر جاعلا الموسيقى البوليفونية أكثر ثراء وكمالا حسب معاييرنا.